# NGC 1877
NGC 1877 — рассеянное скопление с эмиссионной туманностью в созвездии Золотой Рыбы, расположенное в Большом Магеллановом Облаке. Открыто Джоном Гершелем в 1838 году. Гершель указал координаты объекта, но на его зарисовках на этих координатах ничего нет, но к юго-западу находится комплекс звёзд и туманностей, одним из компонентов которого является NGC 1877. Этот объект входит в число перечисленных в оригинальной редакции «Нового общего каталога».
Является частью комплекса из четырёх звёздных скоплений, другие три — NGC 1874, NGC 1876, NGC 1880. NGC 1877 совместно с NGC 1874 и NGC 1876 ассоциированы с эмиссионной туманностью (областью ионизированного водорода) N 113, возраст всех трёх скоплений — менее 10 миллионов лет.